# ヴァモス Antlers
ヴァモス Antlers（ヴァモス アントラーズ）は、茨城新聞社によって発行されている、Jリーグ・鹿島アントラーズのホームゲーム時に発行されるマッチデープログラムである。
新聞のようにタブロイド判で作成されており、価格は無料である。カシマスタジアムの各ゲートにて配布される。

## 内容
- スタメン予想
- 今節の見どころ
- 選手インタビュー
- 対戦相手情報
- サポーターズシート（サポーターの一言）
- ホームゲームチケット情報